# Église Saint-Pierre en Gallicante
L’église Saint-Pierre en Gallicante est une église catholique de Jérusalem. Elle a été construite en 1931 sur le versant oriental du mont Sion. Elle est de style néobyzantin.
Son nom provient de l'épisode évangélique qui raconte comment saint Pierre a pleuré après avoir renié trois fois son Seigneur après le chant du coq (gallus en latin), alors qu'il lui avait donné sa foi. Jésus avait prévenu pendant la dernière Cène que l'un de ses disciples le renierait. Cette église est bâtie sur le site où la tradition chrétienne fixe l'emplacement du palais de Caïphe.

## Historique
Le terrain dans lequel se trouve l'église a été acheté en 1888 par les assomptionnistes français. Ils procèdent à des fouilles et découvrent les ruines d'un ancien monastère byzantin et une grotte au sous-sol, cachot dans laquelle, selon la tradition byzantine, Jésus aurait été descendu depuis la cour à l'aide de cordes, en attendant son procès devant le Sanhédrin. Ce monastère avait été construit au Ve siècle et fut détruit à l'époque des invasions arabes. Les croisés construisirent à cet emplacement une petite église qu'ils dénommèrent de son nom actuel (en Gallicante provient du latin in Gallicantu, c'est-à-dire au chant du coq), ce que rappelle le coq qui se trouve au-dessus de la croix de la coupole de l'église actuelle. L'église des croisés est en ruines et les assomptionnistes font reconstruire une nouvelle église néobyzantine terminée en 1931.
En 2016, deux communautés religieuses occupent le site adorné d'un parc de voitures privé : les pères Assomptionnistes et les Sœurs oblates. Elles accueillent six jours sur sept de nombreux pèlerins, soit environ 250 000 visiteurs en 2015.
L'intérieur de l'église est décoré de fresques relatant l'arrestation et le procès de Jésus, avec des inscriptions en français.
L'église ne correspond vraisemblablement pas à au site du procès de Jésus car le Sanhédrin se réunissait près du temple dans une salle de la place nommée Xystus.

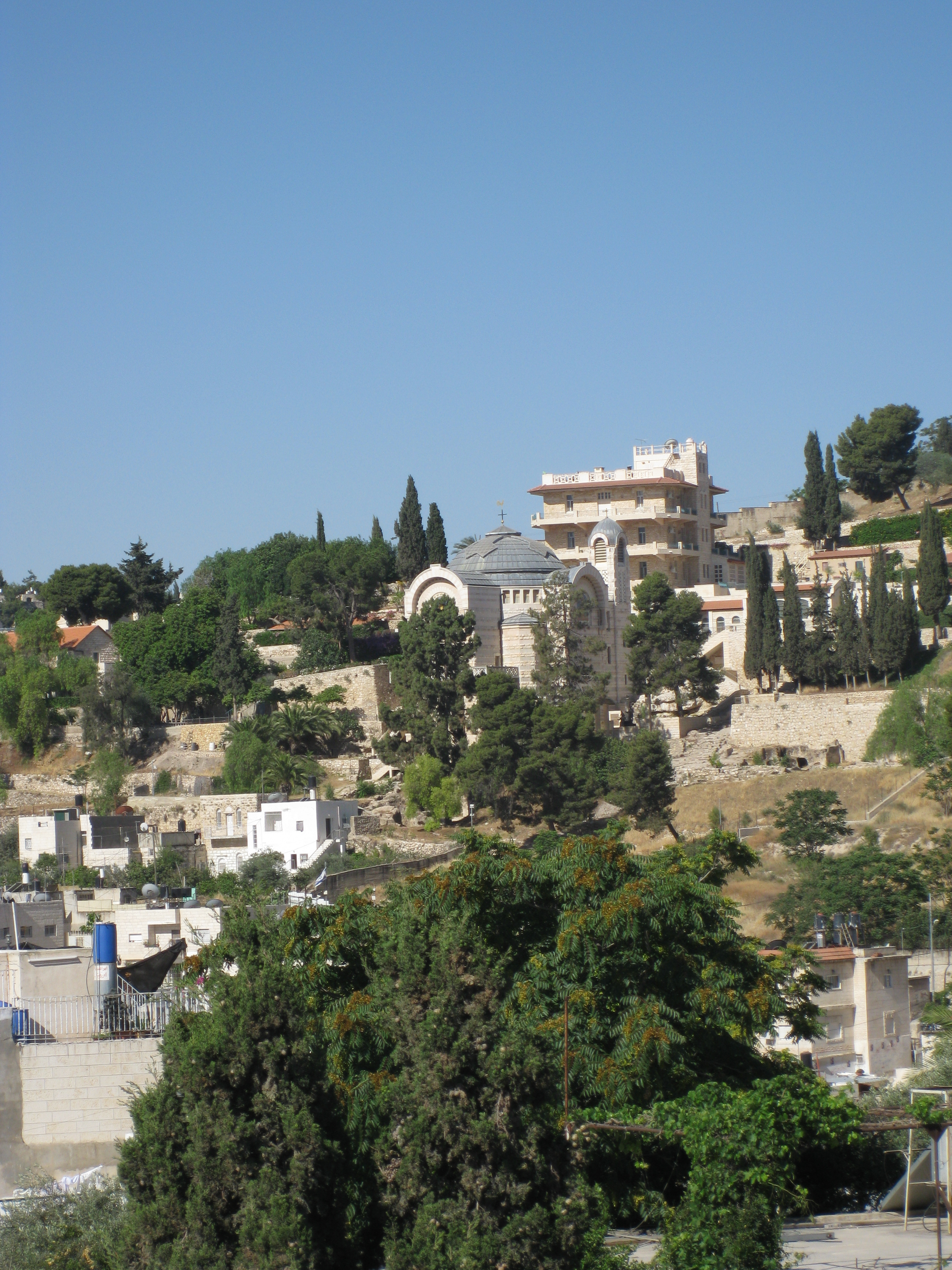
Vue de l'église Saint-Pierre en Gallicante
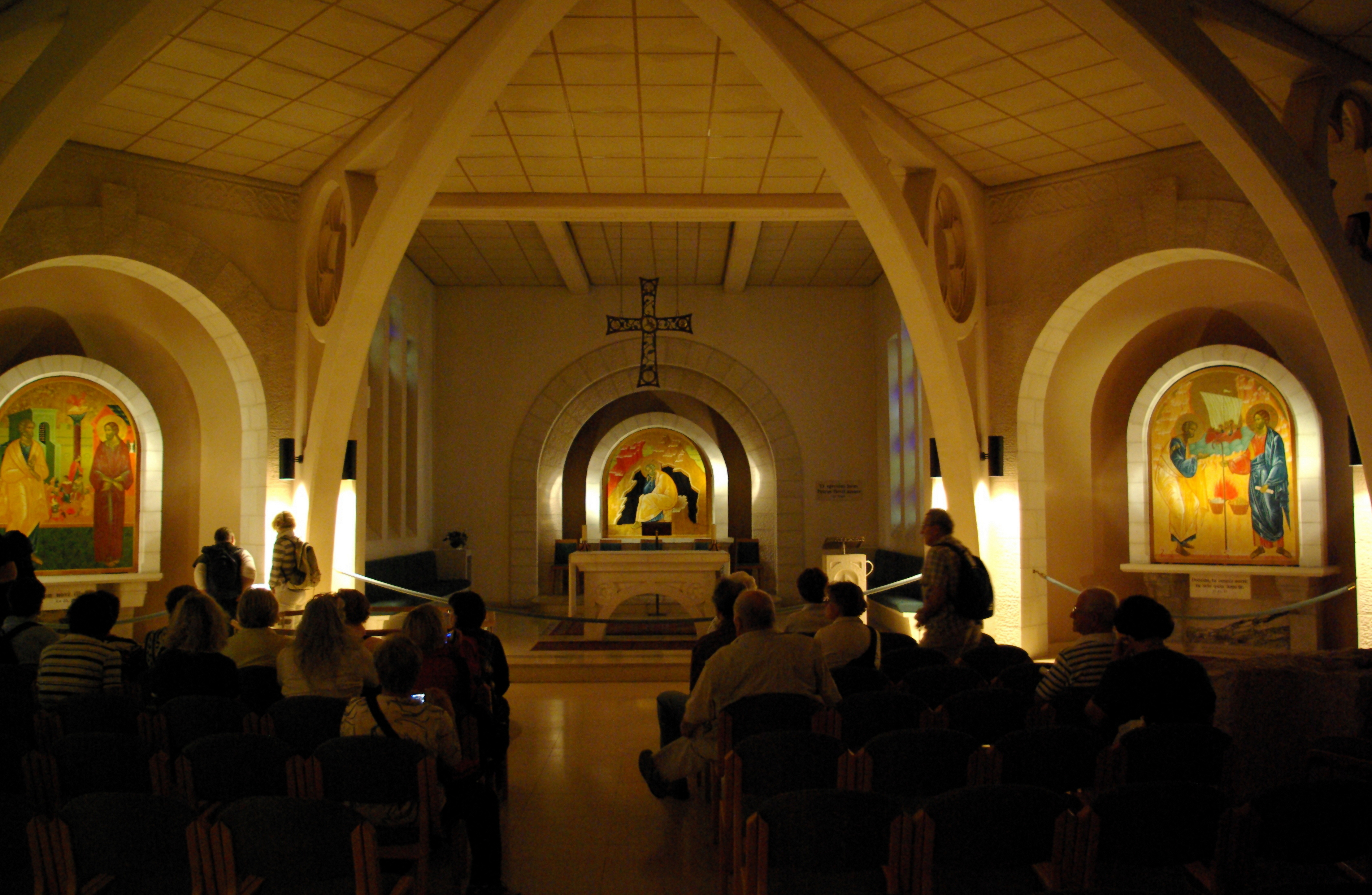
Intérieur de l'église inférieure
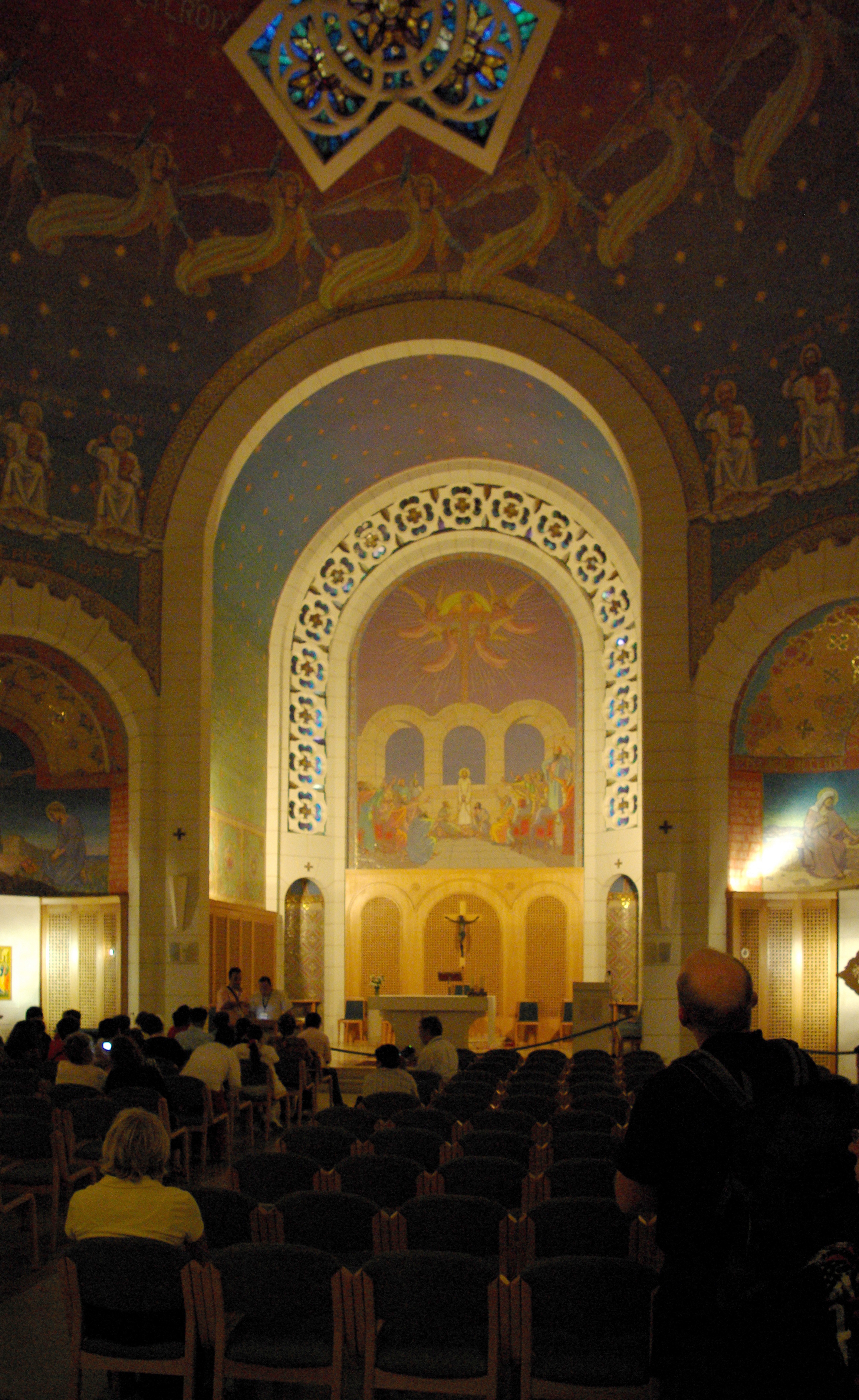
Intérieur de l'église supérieure
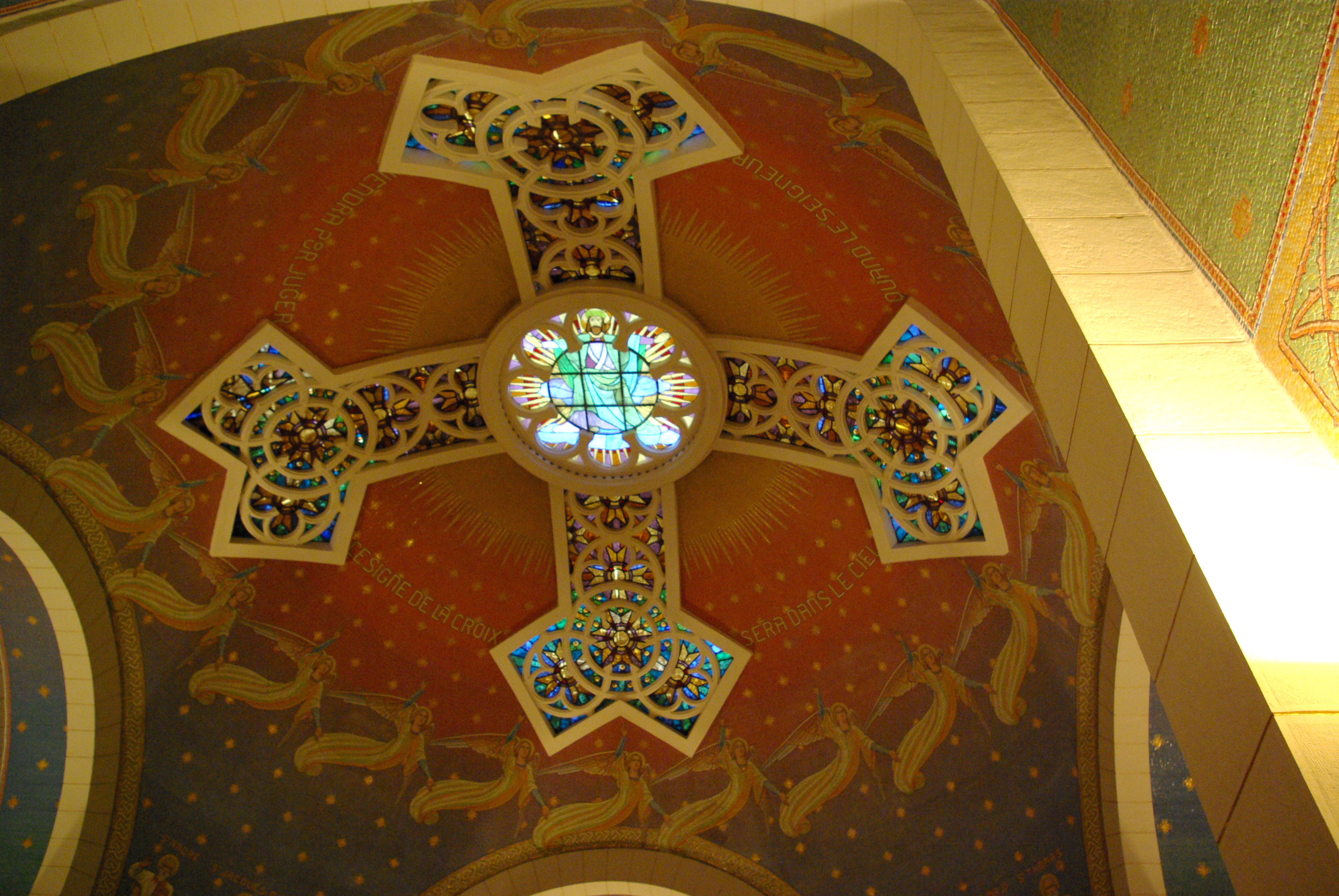
Vitraux en forme de croix sous la coupole
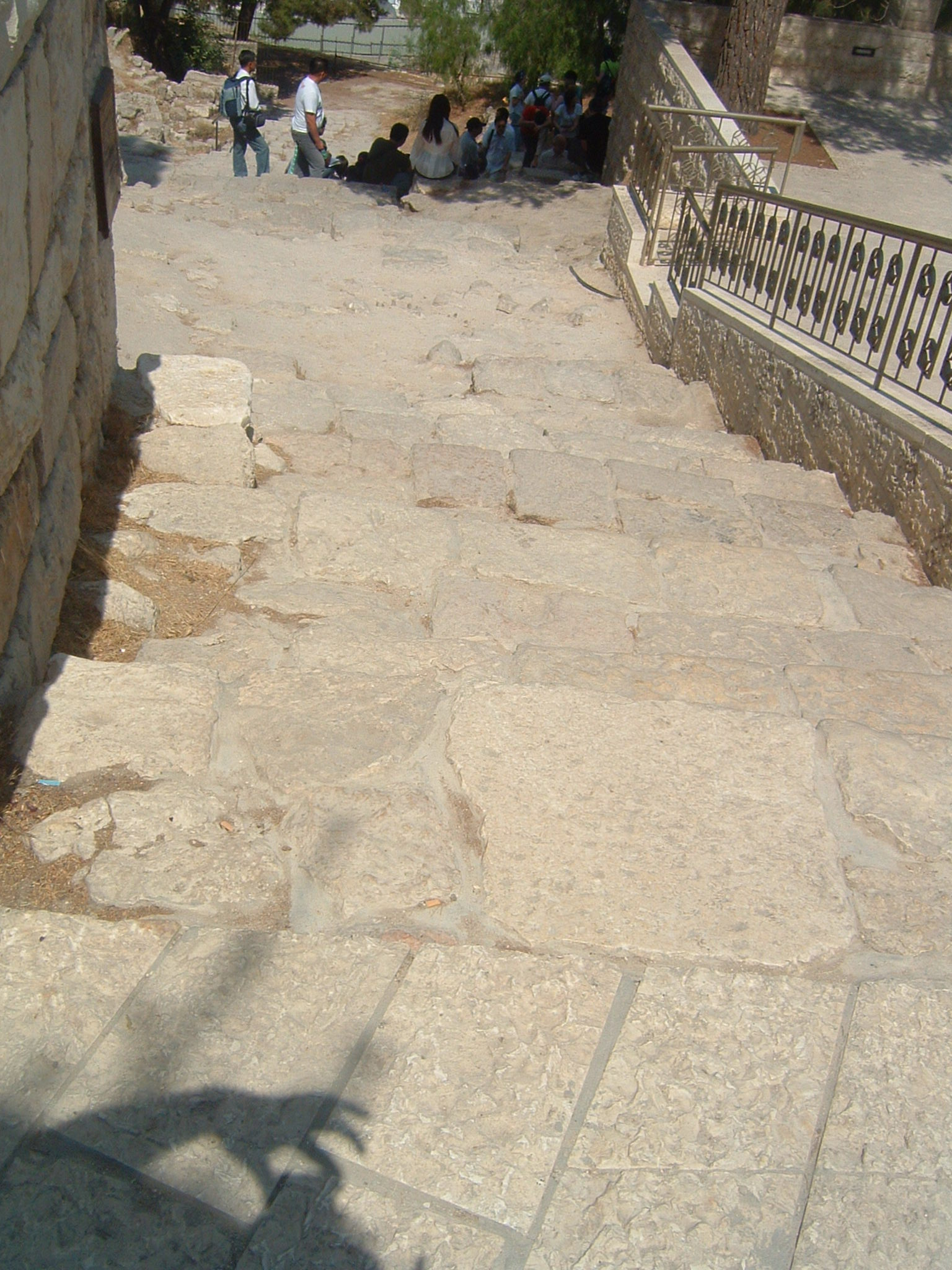
Vue de l'escalier parcouru par Jésus après la dernière Cène du Jeudi Saint
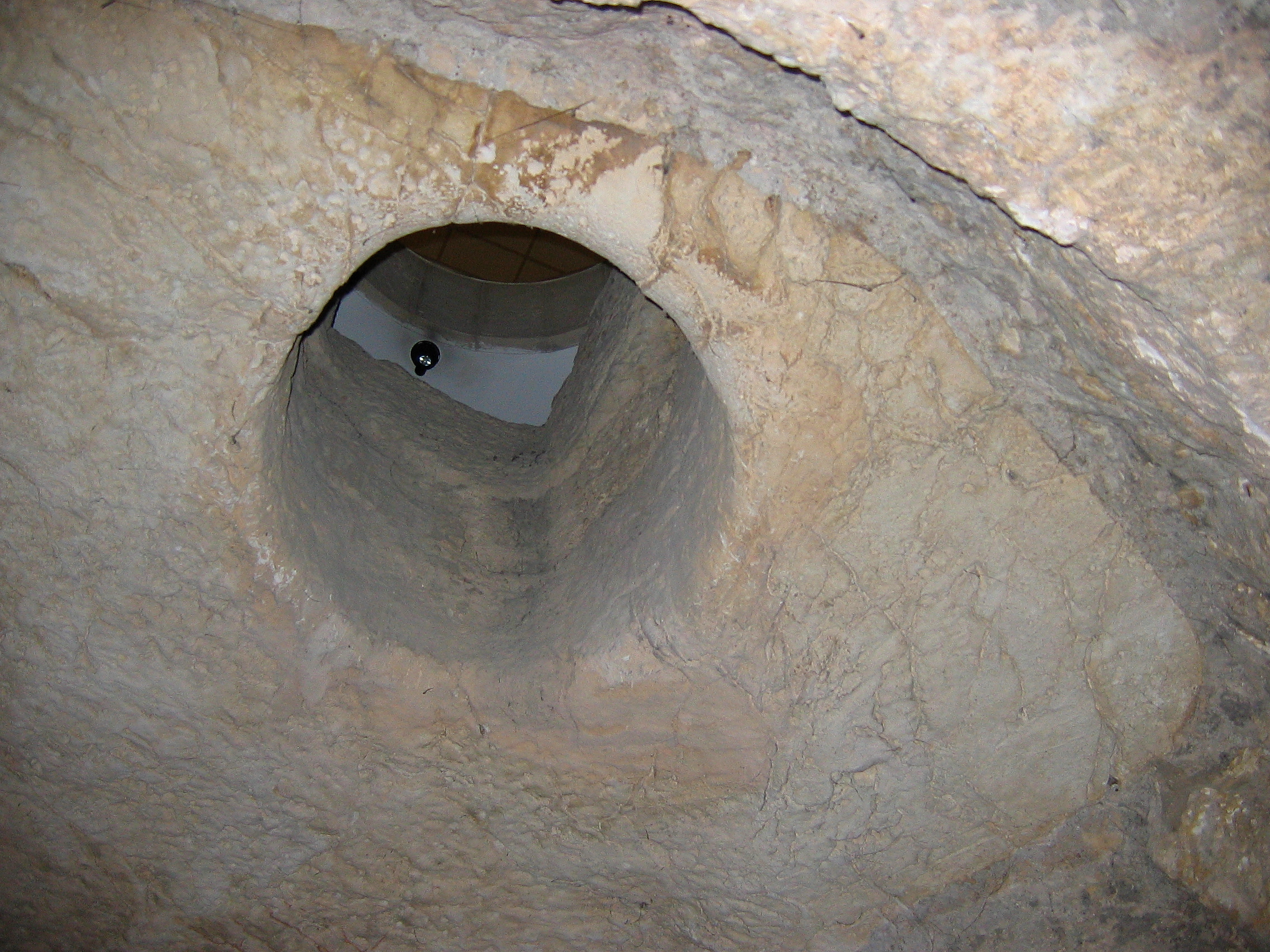
Trou rond d'accès au cachot selon une tradition byzantine.

## L'escalier
Un escalier est présent à quelques mètres de l'église. Il date de l'époque romaine, mais a été daté aux environs de l'empereur Hadrien (135) et donc n'est pas contemporain de l'époque de Jésus[réf. nécessaire]. Une ancienne tradition disait qu'il en avait gravi les marches, notamment après la dernière Cène pour se rendre à Gethsémani pendant la nuit de son Agonie.

## Mémorial Joseph Germer-Durand
Le 28 juin 2018 a été inauguré le mémorial Joseph Germer-Durand (1845-1917) à l'occasion du centenaire de sa mort. Ce musée rassemble pièces archéologiques trouvées lors de ses fouilles au Mont Sion de 1887 à 1911.

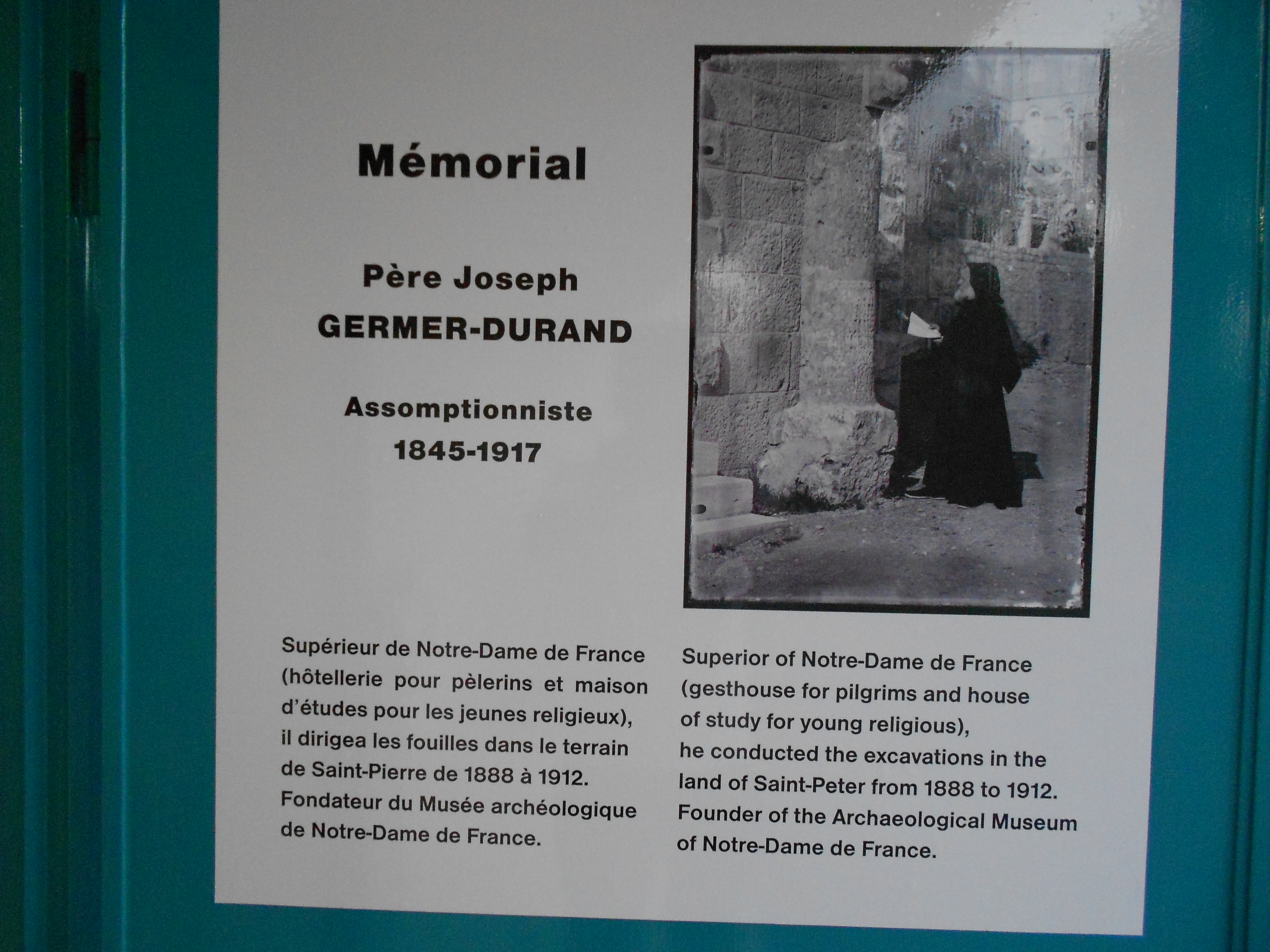
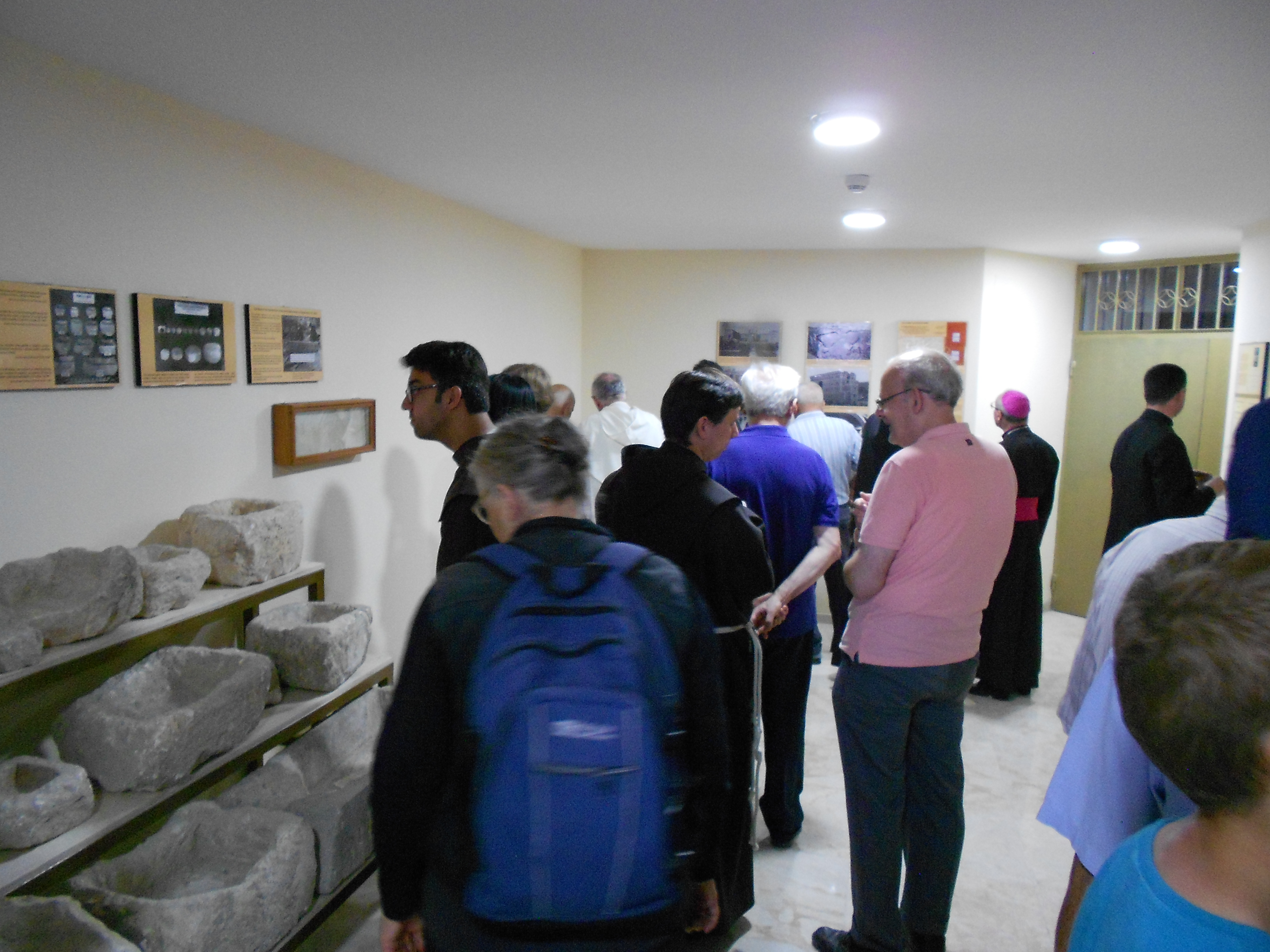
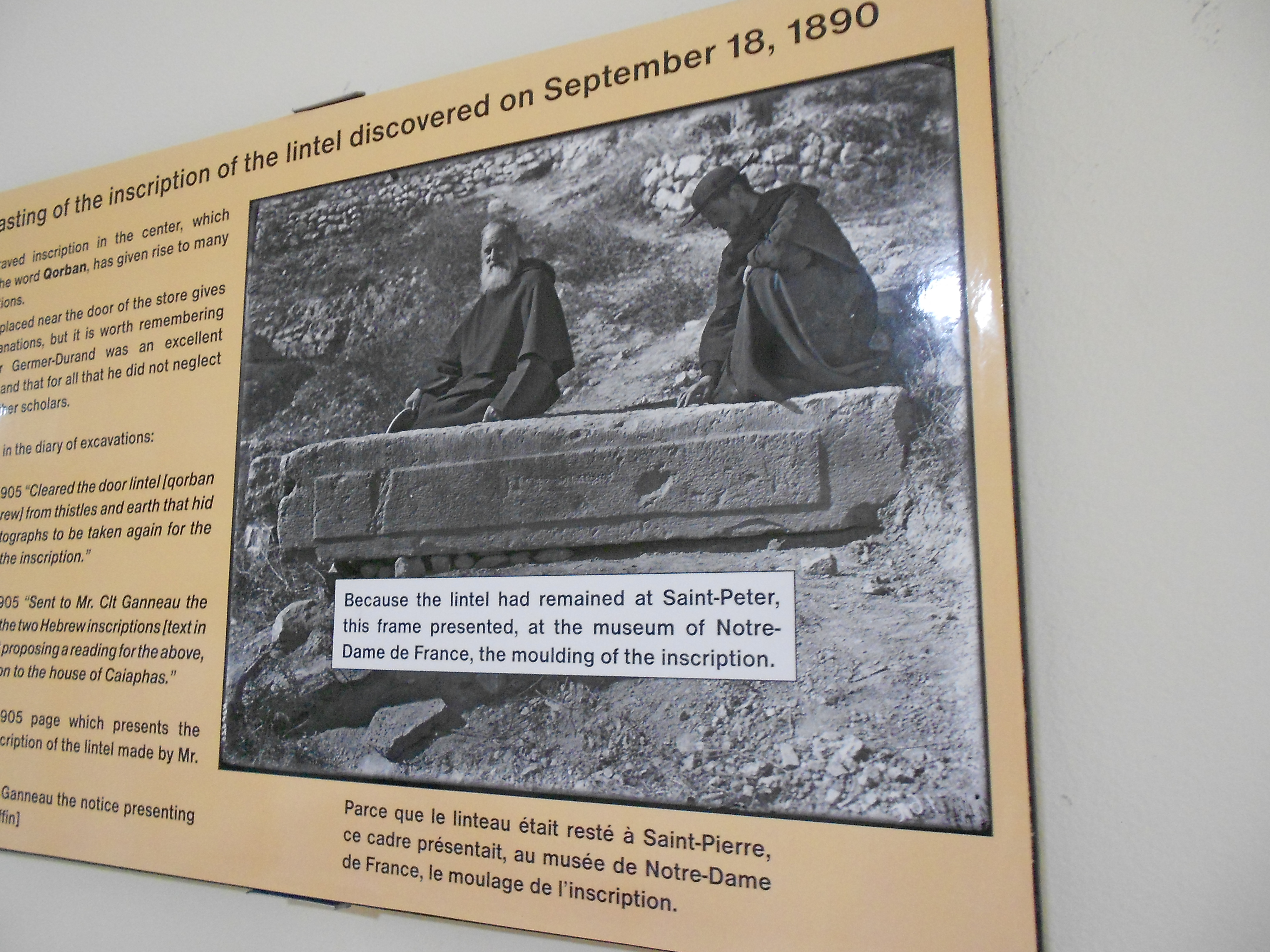
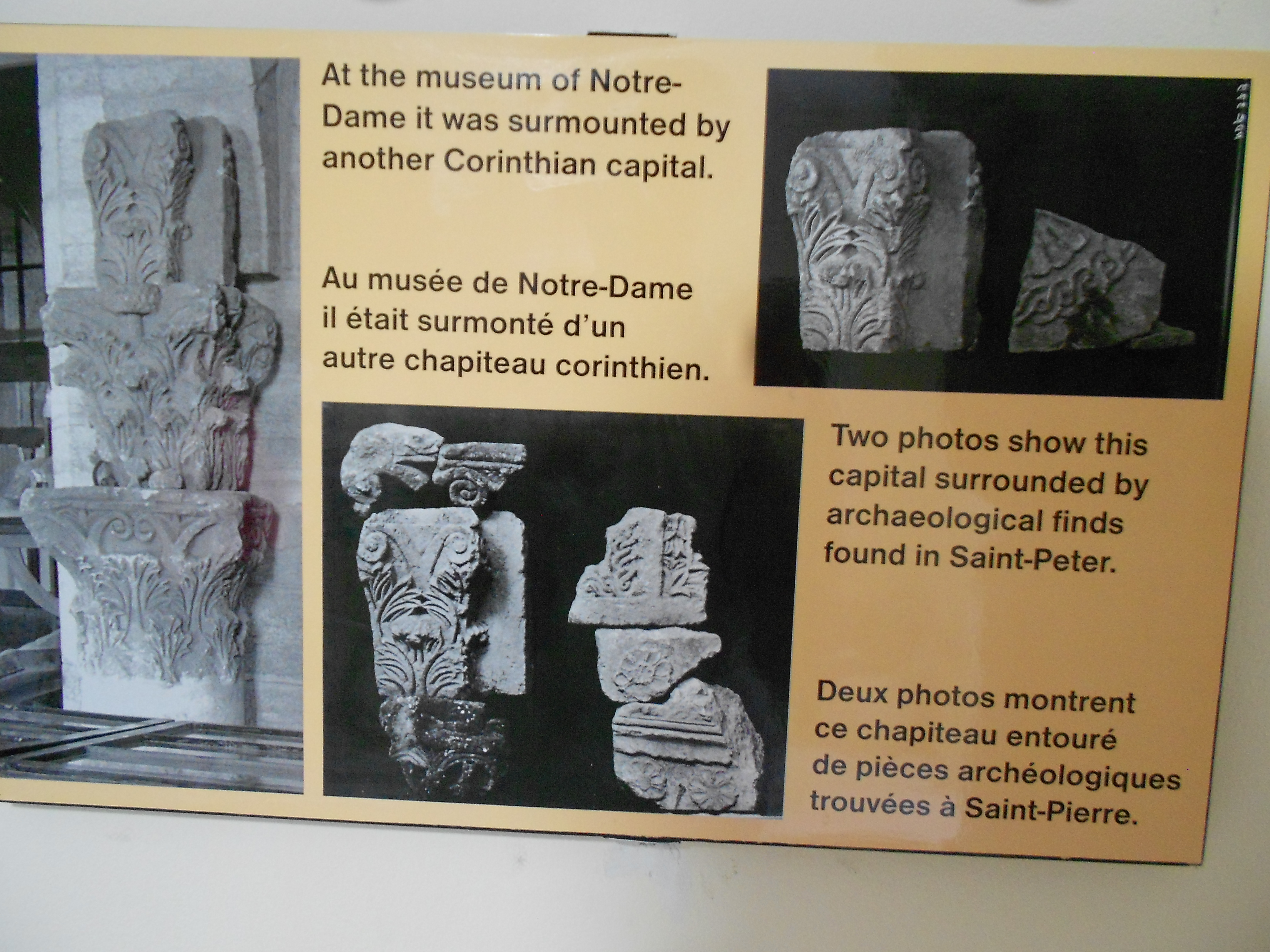
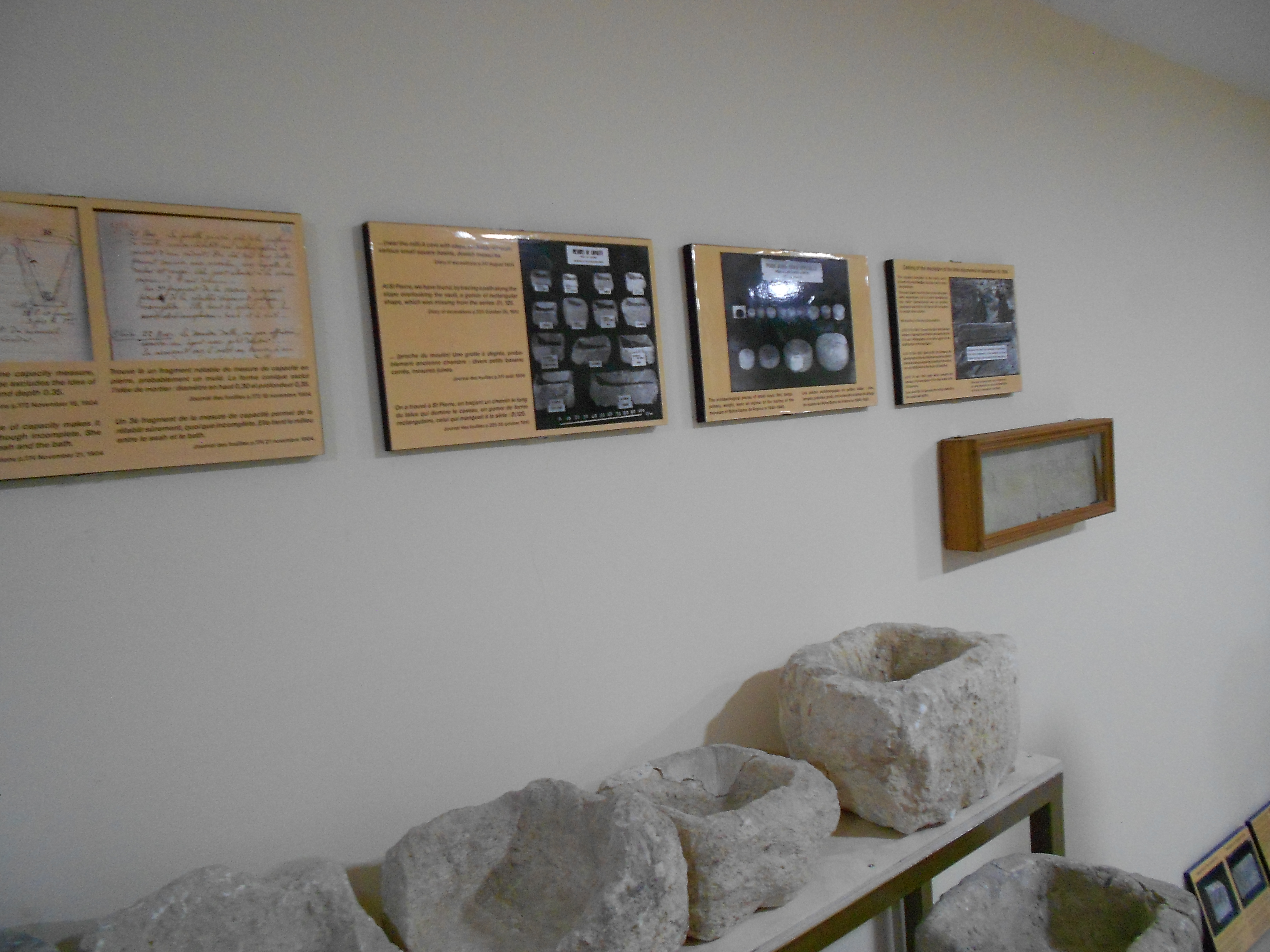
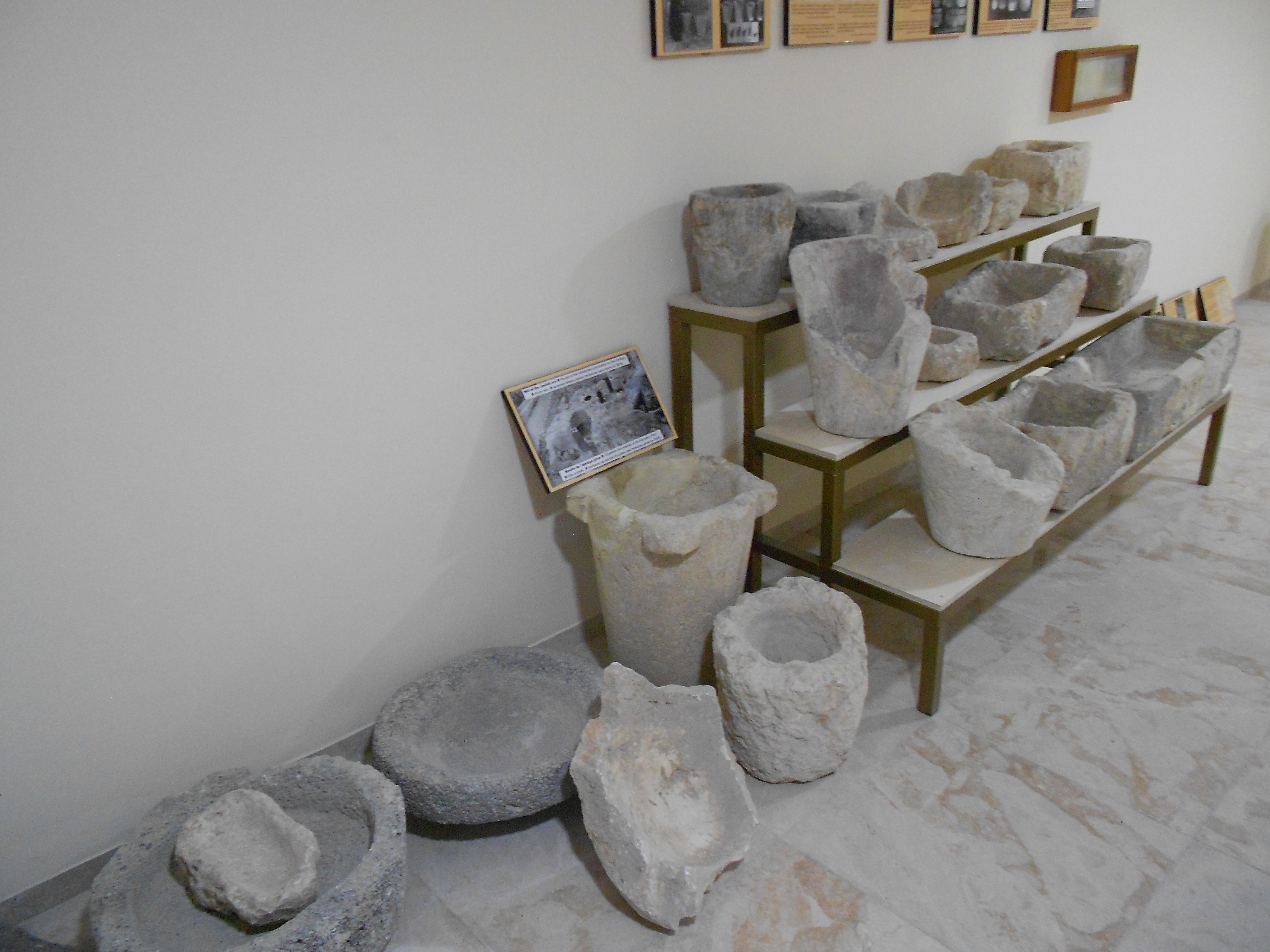
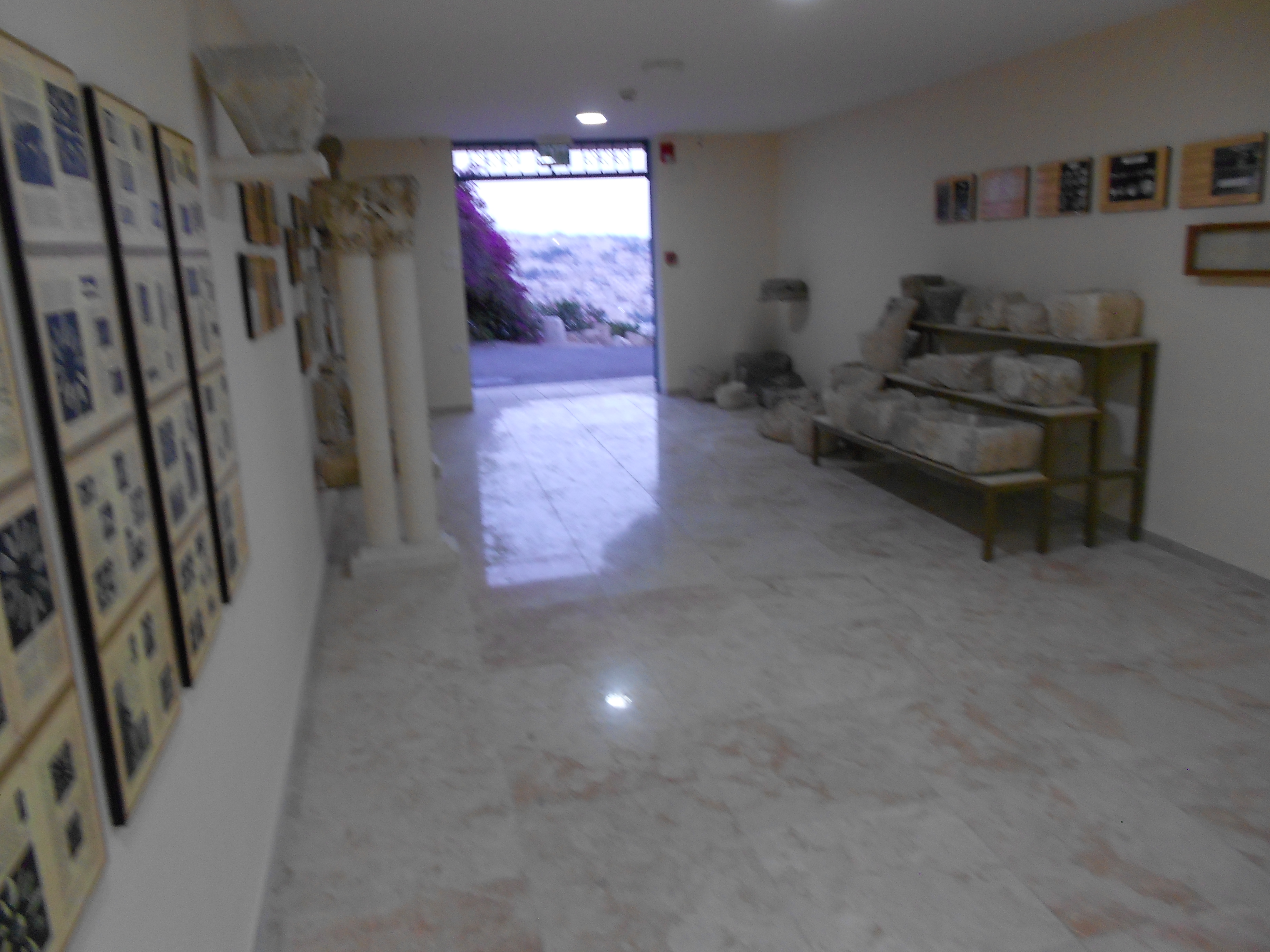